# Mi gran noche
Mi gran noche è un film del 2015 diretto da Álex de la Iglesia.

## Trama
José è stato inviato dall'agenzia di collocamento come comparsa per la registrazione di uno speciale televisivo di Capodanno (quattro mesi prima) in un padiglione industriale appena fuori Madrid. Centinaia di persone come lui sono rinchiuse lì per settimane, applaudendo per spettacoli musicali che in realtà non vedono e festeggiando il falso arrivo del nuovo anno. Mentre sta iniziando a innamorarsi della sua compagna di cena Paloma, non sa che due grandi scontri di ego si stanno svolgendo dietro le quinte.
Da un lato, il cantante veterano Alphonso si trova faccia a faccia con il suo acerrimo rivale, la star del pop latino Adanne, poiché entrambi sono determinati a ottenere la performance più vista della serata. D'altra parte, i due co-conduttori dello spettacolo non si sopportano e litigano per la fiducia del produttore Benítez, consapevole che il canale sta lottando per evitare la sua chiusura.